# Minoru Miki
Minoru Miki (Japans: 三木 稔 Miki Minoru) (Tokushima, 16 maart 1930 – Tokio, 8 december 2011) was een Japans componist.

## Levensloop
Miki had al een formele traditionele muziekopleiding toen hij op de High School naar Okayama. Aldaar kwam hij het eerst in contact met Europese klassieke muziek. Hij studeerde aan de Tokyo National University of Fine Arts and Music (東京藝術大学 Tōkyō Gei-jutsu Daigaku), nu: Tokyo University of the Arts in Tokio en behaalde aldaar zijn diploma's in 1964. In hetzelfde jaar richtte hij het Pro musica Nipponia (日本音楽集団 Nihon Ongaku Shūdan) op, een ensemble met traditionele Japanse instrumenten, voor wie hij talrijke werken componeerde. Miki raakte bevriend met de kotovirtuoos Keiko Nosaka bevriend. Samen hebben zij veel voor de ontwikkeling en repertoirevernieuwing voor de 21-snaren koto gedaan. Miki componeerde maar liefst vijf concerten voor koto en orkest en wordt als een pionier op het gebied van het schrijven van hedendaagse klassieke muziek voor grote ensembles van traditionele Japanse muziekinstrumenten beschouwd. 
Hij schreef werken voor verschillende genres en naast literatuur voor traditioneel Japans instrumentarium heeft hij ook talrijke werken voor de westerse muziek (muziektheater, werken voor orkest, vocale muziek en kamermuziek) op zijn naam staan. Na zijn eerste opera met een Japanse titel Shunkin-shō werden leden van de English Music Theatre Company attent en gaven hem op een werk op een Engels libretto te componeren. Sindsdien bestond er een samenwerking met de toenmalige directeur Colin Graham tot aan de dood van de componist. Hij werd bekroond met verschillende prijzen en onderscheidingen zoals een prijs tijdens het National Art Festival (1970), de Giraud Opera Prijs (1976) en de Fukuoka Asian Culture Prijs (2009). In 1994 werd hij onderscheiden met de Eremedaille met het paarse lint.

## Composities

### Werken voor orkest
- 1953 Trinita sinfonica
- 1957 Sinfonia Gamula
- 1960 Symfonie "Joya"
- 1980 Symphony from Life
- 1987 Awa rhapsody, voor orkest
- 1990 Beijing Requiem, voor strijkorkest
- 1990 Japan Ouverture, voor orkest
- 1992 Mai, voor orkest
- 1994 Symphonic Rokudan, voor orkest
- 1997 Spring for strings, voor viool en strijkorkest
- 2000 Pacific Rainbow - An Orchestral Ode to Akio Morita, voor orkest

#### Concerten voor instrumenten en orkest
- 1969 Concert, voor marimba en orkest
- 1969-1981 鳳凰三連 Eurasian Trilogy, voor traditionele Japanse en westerse instrumenten
  1. Jo-no-Kyoku: prelude voor shakuhachi, koto, shamisen en strijkers
  2. Ha-no-Kyoku: concert nr. 1 voor koto en orkest
  3. Kyū-no-Kyoku - Symphony for two Worlds, voor koto en orkest
- 1974 Ha-no-Kyoku: concert nr. 1, voor koto en orkest - tegelijkertijd het 2e deel van Eurasian Trilogy
- 1978 Concert nr. 2 - "Overture and Shunnoden" uit de opera "Shunkin-Sho", voor koto en orkest
- 1980 Concert nr. 3, voor koto en orkest - ook bekend als Concerto Requiem
- 1984 Concert nr. 4, voor koto en orkest - ook bekend als Pine Concerto
- 1985 Concert nr. 5, voor koto en orkest
- 1992 Z Concerto, voor marimba, slagwerk en orkest
- 1997 Concert, voor pipa en orkest
- 1998 Requiem '99, voor marimba en orkest met traditionele Japanse instrumenten
- 2002 Concert, voor shakuhachi en orkest - ook bekend als Lotus Concerto

### Werken voor harmonieorkest
- 1971 Kieyuku Seika - for the closing ceremony of the Sapporo Olympic Games, voor gemengd koor en harmonieorkest

### Muziektheater

#### Opera's
| Voltooid in | titel                                                                    | aktes                      | première                                        | libretto                                           |
| ----------- | ------------------------------------------------------------------------ | -------------------------- | ----------------------------------------------- | -------------------------------------------------- |
| 1975        | 春琴抄 (Shunkin-shō - Het verhaal van Shunkin), op. 50                   | 3 bedrijven                | 1975, Tokio                                     | Jun Maeda naar een novel van Jun-ichiro Tanizaki   |
| 1977        | タロウ (Tarou), op. 61                                                   | 6 scènes                   |                                                 |                                                    |
| 1979        | あ だ (Ada - An Actor's Revenge), op. 65                                 | 2 bedrijven                | 1979, Londen                                    | James Kirkup naar Otokichi Mikami "Yukinojo henge" |
| 1982        | 峠の向かうに何があるか (Touge no mukou ni Nani ga Aruka), op. 80         | 2 bedrijven                |                                                 |                                                    |
| 1983        | うたよみざる (Utayomizaru - The Monkey Poet), op. 88                     | 2 bedrijven                | 1983, Tokio                                     | Mitsuo Kawamura                                    |
| 1985        | じょうるり (Jōruri), op. 92                                              | 3 bedrijven                | 1985, Saint Louis                               | Colin Graham                                       |
| 1985        | 花園にて (Hanazono nite - At the Flower Garden), op. 94                  | 1 akte                     |                                                 |                                                    |
| 1986-1992   | よみがえる (Yomigaeru), op. 97 nr. 2                                     | 2 bedrijven                |                                                 | Asaya Fujita, Shinpeni Kusano                      |
| 1992        | 天王はんとヤマタノオロチ (Tennoh-han to Yamata no Orochi), op. 111 nr. 1 | 1 akte                     |                                                 |                                                    |
| 1992        | オロチ伝 (Orochi den), op. 111 nr. 2                                     | proloog; 1 akte en epiloog |                                                 | Asaya Fujita                                       |
| 1992        | 鬼打ち猿丸 (Oni-uchi Sarumaru) in samenwerking met: Sakurako Ota         | 1 akte                     |                                                 | Wako Ota                                           |
| 1991        | ワカヒメ (Wakahime), op. 112                                             | 3 bedrijven                | 1992, Okayama                                   | Rei Nakanishi                                      |
| 1993        | 静と義経 (Shizuka and Yoshitsune), op. 117                               | 3 bedrijven                | 1993, Kamakura                                  | Rei Nakanishi                                      |
| 1993        | 照手と小栗 (Terute and Oguri), op. 118                                   | 2 delen                    | 1994, Nagoya                                    | Asaya Fujita                                       |
| 1995        | 隅田川 (The River Sumida), op. 123                                       | 1 akte                     | 1995, Tokio                                     | Asaya Fujita naar Motomasa Kanze                   |
| 1995        | くさびら (Kusabira), op. 124                                             | 1 akte                     | 1995, Tokio                                     | Asaya Fujita naar Kyougen "Kusabira"               |
| 2000        | 源氏物語 (The Tale of Genji), op. 131                                    | 3 bedrijven                | 2000, Saint Louis (Missouri)                    | Colin Graham, naar Murasaki Shikibu                |
| 2005        | 愛 怨 (Ai-En, To Die for Love), op. 139                                  | 3 bedrijven                | februari 2006, Tokio, National Opera Theatre    | Jakuchō Setouchi                                   |
| 2007        | 幸せのパゴダ (The Happy Pagoda)                                          | 10 scènes                  | 4 november 2007, Tokushima, Kyoudo Bunka Kaikan | Tatsuji Iwata                                      |
| 2009        | きみを呼ぶ声 (The Voice Calling You)                                     | 1 akte, 6 scènes           |                                                 | Tomoko Takemura                                    |
| 2010        | 幸せのパゴダ (The Happy Pagoda), op. 146                                 | 2 bedrijven                |                                                 | Tatsuji Iwata                                      |

#### Operette
| Voltooid in | titel                                               | aktes            | première    | libretto                                            |
| ----------- | --------------------------------------------------- | ---------------- | ----------- | --------------------------------------------------- |
| 1963        | 牝鶏亭主 (Mendori teishu - Husband the Hen), op. 17 | 1 akte, 3 scènes | 1963, Tokio | Tetsuj Kono, Hiroshi Katsuki naar Guy de Maupassant |

#### Balletten
| Voltooid in | titel                               | aktes             | première | libretto           | choreografie |
| ----------- | ----------------------------------- | ----------------- | -------- | ------------------ | ------------ |
| 1979        | Mitsuyama Bansho - a dance drama    |                   |          | Katusuichiro Kaizu |              |
| 1987        | 光の国から (From the Land of Light) | 2 aktes, 4 scènes |          |                    |              |

#### Toneelmuziek
- 1967/1988 ききみみ (Kiki-Mimi), muzikaal drama voor kinderen in 1 akte, op. 23 - tekst: Asaya Fujita

### Vocale muziek

#### Cantates
- 1968 Kurudando Cantata - gebaseerd op melodieën vanuit de Amami district, cantate voor gemengd koor, piano en slagwerk - ook in een versie voor traditionele Japanse instrumenten
- 1977 Taro a cantata, voor vijf solisten, kinderkoor en 17 traditionele Japanse instrumenten - tekst: Taizo Horai

#### Werken voor koor
- 1961 Chasing the Light, suite voor gemengd koor - tekst: Nanako Miki
  1. The Glow of Fireflies
  2. Fireworks
  3. Stream of Light
  4. The Ocean Awakes
- 1961 Old Songs of Indochina, voor gemengd koor
- 1962 Choral Poem in Awa, voor mannenkoor
- 1963 rev.2005 Requiem, voor bariton, mannenkoor (of gemengd koor) en orkest
- 1966 The Mole's Tale, voor mannenkoor en 2 slagwerkers - tekst: Kiyomitsu Odagiri
- 1969 Song of the Wind, voor kinderkoor en piano
- 1980 Jōdo, suite voor gemengd koor - tekst: Shōko Ema
  1. To Iris
  2. Mandala
  3. A prayer to the Buddha
  4. Hiraizumi burning
  5. I hear a sound in the ground
  6. Winter in the winter field
- 2006 Folk Symphony, voor gemengd koor, ensemble van traditionele Japanse instrumenten en orkest
- 2009 Misaki Michiyuki, voor vrouwenkoor

#### Liederen
- 1960 Shunrai (Thunder of Spring), voor bariton en piano - tekst: Nanako Miki
- 1977 Visions of Rice, voor spreker/zangstem en 20-snaren koto - tekst: Satoshi Akihama
- 1979 Shirabe, 4 liederen voor tenor en harp
- 1988 Sōmon III, voor sopraan, marimba en piano, op. 102 - tekst: van de componist
- 2005 The Legend of Hagoromo, voor sopraan, bariton en ensemble of traditionele Japanse instrumenten

### Kamermuziek
- 1965 Sextet, voor dwarsfluit, hobo, klarinet, fagot, hoorn en piano
- 1980 Hakuyoh, voor viool en 20-snaren koto
- 1986 Trio, voor viool, cello en piano
- 1989 Autumn fantasy, voor dwarsfluit en piano
- 1989 Strijkkwartet
- 1991 Kincho daiko, voor blokfluit en slagwerk
- 2001 Fantasy of Flowers, voor dwarsfluit en piano

### Werken voor orgel
- 1988 Organ Nirvana

### Werken voor piano
- Summer poems
- Three festal ballades
- Three piano pieces for children
- Young sprout for piano

### Werken voor slagwerk
- 1968 Time, voor marimba
- 1983 Marimba Spiritual, voor marimba en slagwerktrio
- 2005 Z conversion, voor slagwerkoctet
- 2008 Marimba spiritual II, voor marimba en slagwerktrio
- Cassiopeia marimbana, voor vijf marimba
- Marim dan-dan, voor marimba en slagwerk

### Werken voor traditionele Japanse instrumenten
- 1969 Tennyo, voor 20-snaren koto
- 1970 Convexity : concerto for three groups of san-kyoku and a Japanese drum
- 1970 Ko-kyo, voor shakuhachi
- 1971 Miyabi no uta, voor shakuhachi en jushichigen
- 1971 Sao-no-Kyoku (The Venus in spring), voor 21-snaren koto
- 1971 Tatsuta-no-Kyoku (The Venus in autumn), voor 21-snaren koto
- 1972 Figures for four groups, voor 2 kotos, jushichigen, ryuteki, shinobue, 2 shakuhachi, 2 sangen, biwa en 2 slagwerkers
- 1973 "Four seasons" danses concértantes I, voor 21-snaren koto
  1. Spring in dancing: Odoru haru
  2. Whirling water: Mizu meguru
  3. Autumn and harvest dance: Aki, soshite
  4. Flower of wind epilogue: Kaze no hana
- 1976 Hanayagi (The greening), voor 21-snaren koto
- 1976 Wa, voor shakuhachi, shamisen, biwa, 2 kotos en slagwerk
- 1980 Concerto requiem, voor 20-snaren koto en Japanse instrumenten
- 1989 Berodashi Chomma, voor spreker en 20-snaren koto (of piano)
- 2000 Trio Concert, voor shakuhachi, pipa, 21-snaren koto en orkest van traditionele Japanse instrumenten
- 2001 East Ark, voor pipa, viool, cello en marimba
- 2002 Heian music-scope, voor pipa
- 2004 Time colouration II - "Wind Interlude", voor pipa
- 2004 Time colouration III - "At a Graceful Pace", voor pipa
- 2004 Time colouration IV - "Encounter", voor pipa
- 2009 Karin, voor koto
- 2010 Koto no Romance, voor 2 koto, 17-snaren koto, shamisen, Kotsuzumi
- A young sprout, voor pipa
- A winter night, voor koto
- Autumn fantasy, voor shakuhachi en 20-snaren koto
- Little overture, voor koto
- Lullaby for my doll, voor koto
- Ode to the Golden Temple, voor shakuhachi
- Sonetto, voor 3 shakuhachi
- The coming of spring, voor koto
- The longing, voor koto
- Time colouration I, voor pipa

## Publicaties
- Componeren voor traditionele Japanse instrumenten, Engelse vertaling: Marty Regan, University of Rochester Press, 2008, 286 p., ISBN 978-1-580-46273-0